# Rupes Kelvin
Rupes Kelvin ist ein auf dem Mond gelegener 78 Kilometer langer Geländeabbruch auf den selenografischen Koordinaten 27,3° S,  33,1° W.
Namensgeber ist das nahegelegene Promontorium Kelvin (Kap Kelvin) am Rande des Mare Humorum bzw. der Physiker Lord Kelvin.